# ジャガーズ (お笑い)
ジャガーズは、1997年に結成された兄弟お笑いコンビ。共に北海道滝川市出身。

## メンバー
- ちーやん（1976年7月8日（48歳） - ）
本名は大沼 千文（おおぬま ちふみ）
身長169cm、体重62kg、血液型A型。
滝川市立滝川第二小学校、滝川市立江陵中学校、北海道赤平高等学校卒業。
趣味はジャニーズ、プロレス、競馬、富川春美（おニャン子クラブ）推し、ZOO、CoCo、チェキッ娘、中川翔子、谷村有美、衛藤美彩、能條愛未、佐藤楓（以上乃木坂46）推し、宇宙と多趣味[1][2]。　
ジャニーズでは手越祐也（元NEWS）と平野紫耀（King & Prince）のファン[3]。また、ジェシー、神宮寺勇太、安井謙太郎、松倉海斗らがこれまでの推しメン歴[4]。
嵐、NEWS、Kis-My-Ft2、V6、Hey! Say! JUMPのファンクラブに入っており関ジャニ∞、タッキー&翼など他のグループのコンサートにもよく出没している。
小学生の時に光GENJIの山本淳一のファンになったことでジャニーズファンとなり、ジャニーズ事務所に履歴書を送った結果、その時は「オーディションに来て下さい」と言う返事があったが、北海道在住で母子家庭の上に親の反対もあったことから断念した[2]。

- ジャガーともひろ（1982年1月24日（43歳） - ）
本名は大沼 智浩（おおぬま ともひろ）
身長171cm、体重63kg、血液型A型。
滝川市立西小学校、滝川市立開西中学校卒業。
趣味はジャニーズ、プロレス、競馬、パチンコ、スロット。
兄と一緒に光GENJIが好きになり、内海光司のファンだった[4]。ジャニーズでの推しメンは松島聡（Sexy Zone）、岸優太（King & Prince）。

## 概要
- ちーやんは芸人になることを目指して上京していたが、そこへ高校を中退したジャガーともひろが転がり込む形で再び兄弟一緒になり[3]、1997年にコンビ結成。同年にホリプロライブでデビュー。ホリプロのオーディションを受けたのは、ホリプロ所属の芸人であるバカルディ（現・さまぁ〜ず）やフォークダンスDE成子坂が好きだったことが理由だった[3]。デビュー当時はショートコントやジャニーズネタをやっていた。
- 5学年違いの実兄弟だが、2人共小中学校ともに別々の滝川市内の学校を卒業している。
- 所属事務所は、ホリプロ→フリー→ホリプロ（途中でホリプロコム）（再所属）→スーパー☆マンエンターテインメント→ノーリーズン（2007年7月 - 2023年8月）→フリーと変遷している[5]。
- シュールなコントを得意としている。また、ジャニーズのことなど色々な「気になること」のネタをやっていた[6]
- マニアックなものまねを得意としており、レパートリーには大泉洋、大江千里、桂小枝、キートン山田、グッチ裕三、小久保裕紀、設楽統（バナナマン）、世界のヘイポー、滝口順平、寺門ジモン（ダチョウ倶楽部）、北斗晶、松任谷正隆、松任谷由実などがある[2][7]。
- 元々はパラノイドパラダイスというコンビ名で活躍、その後、ホリプロへの再所属を機にジャガーズに改名。なおこのコンビ名はジャニーズの捩りというだけではなく、地元・北海道特産のジャガイモも掛かっている[3]。
- フリーで活動中にホリプロの芸人仲間に声をかけ、サンドウィッチマン、流れ星、ホロッコ、永野、村田渚、レオちゃん、ブラジルマンなどを中心に『ホラカク』というライブを立ち上げる。
- その後、ホリとも仲良くなり、ものまねネタを増やしてそっくり館キサラ、赤坂ノーブルなどのショーにも出演している。
- 2018年10月31日、ジャガーズ、デビュー曲「カスカー・ド・アーラ」が発売された。

## 出演番組

### テレビ
日本テレビ
- 電波少年に毛が生えた 最後の聖戦「日本ポッチャリ党」
- ぐるぐるナインティナイン
- エンタの神様
- ものまねグランプリ
- メレンゲの気持ち
- 芸人報道 ちーやん
- しゃべくり007スペシャル（2015年1月1日）
- 誰だって波瀾爆笑

テレビ東京
- イツザイ

フジテレビ
- とんねるずのみなさんのおかげでした「博士と助手〜細かすぎて伝わらないモノマネ選手権〜」
- 〜あらゆる世界を見学せよ〜潜入!リアルスコープ
- SMAP×SMAP
- 5LDK
- 百識王
- コサキン・天海の超発掘!ものまねバラエティー マネもの（2014年6月14日）

TBS
- ネプ&ローラの爆笑まとめ!2015（2015年11月28日）

WOWOW
- がんばれ!TEAM NACS episode5（2021年7月18日） - 本人 役[8]

### ラジオ
- ジャガーズの”ジャニー通”→ジャガーズの”ドルオタ放送室”

## ライブ
- 月１回、ノーリーズン事務所ライブ
- 年1回、ジャガーズのジャニーズネタだけのライブ『ジャガーズアイドルライブ』を開催。
- 2017年11月25日青森、26日八戸とジャガーズ全国ツアー第1弾青森ライブを開催。

## 連載
- お笑いハイブリッド!!（メディアボーイ）「ジャガーズのなまら気にな〜る」